# 洛克伍德 (內華達州)
洛克伍德（英語：Lockwood）是位於美國內華達州斯托里縣的非建制地區。

## 地理
洛克伍德所處的海拔為高於海平面1329米（即4360英呎），而該地所採用的時區為UTC-8，即太平洋时区（PST）。同時該地設有夏令時間，為UTC-8調快一小時，即UTC-7（PDT）。